# Flaón
Flaón o fracón era el nombre que se daba a una cuña de madera que se adaptaba a la parte interior de la tarja, para ceñirle al peto a fin de que no diese bofetada.

## Sello
Se llamó también al sello mayestático de los reyes de Aragón y, en general, a los sellos que van pendientes del diploma, si es de cera y de gran tamaño.